# Мірко Вучинич
Мі́рко Ву́чинич (серб. Мирко Вучинић/Mirko Vučinić, вимовляється [mîːrkɔ ʋǔtʃinitɕ]; нар. 1 жовтня 1983, Никшич) — чорногорський футболіст, нападник.

## Клубна кар'єра
Народився 1 жовтня 1983 року в місті Никшич. Вихованець юнацьких команд футбольних клубів «Сутьєска» та «Лечче».
У дорослому футболі дебютував 1999 року виступами за «Сутьєску», в якій провів один сезон, взявши участь лише у 9 матчах чемпіонату.
Своєю грою за цю команду привернув увагу представників тренерського штабу клубу «Лечче», до складу якого приєднався влітку 2000 року. Відіграв за клуб з Лечче наступні шість сезонів своєї ігрової кар'єри.
30 серпня 2006 року уклав контракт з «Ромою», яка заплатила за футболіста 3,25 млн євро. У складі «вовків» провів наступні п'ять сезонів своєї кар'єри гравця. Більшість часу, проведеного у складі «Роми», був основним гравцем команди. За цей час двічі виборював титул володаря Кубка Італії та став володарем Суперкубка Італії.
До складу клубу «Ювентус» приєднався 30 липня 2011 року за 15 млн євро, підписавши чотирирічний контракт з зарплатою 3,5 млн євро у рік. Протягом трьох сезонів відіграв за «стару синьйору» 75 матчів в національному чемпіонаті. В останньому з цих сезонів втратив місце в «основі» туринської команди і влітку 2014 року перебрався до ОАЕ, ставши гравцем місцевого клубу «Аль-Джазіра». В еміратській футбольній першості демонструє надзвичайно високу результативність, забивши в дебютному сезоні за нову команду 25 голів у 23 іграх чемпіонату.

## Виступи за збірну
4 травня 2005 року дебютував за національну збірну Сербії і Чорногорії. Значився в списку футболістів, які повинні були поїхати на чемпіонат світу 2006 року, однак через травму не потрапив в остаточну заявку збірної. Всього за цю збірну за два роки зіграв у трьох матчах.
24 березня 2007 року дебютував в офіційних матчах у складі національної збірної Чорногорії, яка проводила свій перший офіційний матч. Вучинич в тому матчі забив з пенальті перший гол, який став історичним першим голом збірної.
З першого матчу і донині Мірко є капітаном збірної.
Наразі провів у формі головної команди країни 41 матч, забивши 16 голів.

## Статистика виступів

### Статистика клубних виступів
Станом на 7 квітня 2012
| Сезон             | Команда           | Чемпіонат         | Чемпіонат | Чемпіонат | Національний кубок | Національний кубок | Національний кубок | Континентальні кубки | Континентальні кубки | Континентальні кубки | Інші змагання | Інші змагання | Інші змагання | Усього | Усього |
| Сезон             | Команда           | Ліга              | Ігор      | Голів     | Ліга               | Ігор               | Голів              | Ліга                 | Ігор                 | Голів                | Ліга          | Ігор          | Голів         | Ігор   | Голів  |
| ----------------- | ----------------- | ----------------- | --------- | --------- | ------------------ | ------------------ | ------------------ | -------------------- | -------------------- | -------------------- | ------------- | ------------- | ------------- | ------ | ------ |
| 1999-00           | «Сутьєска»        | 1Л                | 9         | 4         | КЮ                 | 0                  | 0                  | -                    | -                    | -                    | -             | -             | -             | 9      | 4      |
| 2000-01           | «Лечче»           | A                 | 2         | 0         | КІ                 | 0                  | 0                  | -                    | -                    | -                    | -             | -             | -             | 2      | 0      |
| 2001-02           | «Лечче»           | A                 | 7         | 0         | КІ                 | 2                  | 0                  | -                    | -                    | -                    | -             | -             | -             | 9      | 0      |
| 2002-03           | «Лечче»           | B                 | 28        | 5         | КІ                 | 1                  | 0                  | -                    | -                    | -                    | -             | -             | -             | 29     | 5      |
| 2003-04           | «Лечче»           | A                 | 12        | 1         | КІ                 | 1                  | 0                  | -                    | -                    | -                    | -             | -             | -             | 13     | 1      |
| 2004-05           | «Лечче»           | A                 | 28        | 19        | КІ                 | 3                  | 3                  | -                    | -                    | -                    | -             | -             | -             | 31     | 22     |
| 2005-06           | «Лечче»           | A                 | 34        | 9         | КІ                 | 0                  | 0                  | -                    | -                    | -                    | -             | -             | -             | 34     | 9      |
| Усього за «Лечче» | Усього за «Лечче» | Усього за «Лечче» | 111       | 34        |                    | 7                  | 3                  |                      | -                    | -                    |               | -             | -             | 118    | 37     |
| 2006-07           | «Рома»            | A                 | 25        | 2         | КІ                 | 2                  | 0                  | ЛЧ                   | 6                    | 1                    | СІ            | 0             | 0             | 33     | 3      |
| 2007-08           | «Рома»            | A                 | 33        | 9         | КІ                 | 6                  | 1                  | ЛЧ                   | 8                    | 4                    | СІ            | 1             | 0             | 48     | 14     |
| 2008-09           | «Рома»            | A                 | 27        | 11        | КІ                 | 2                  | 2                  | ЛЧ                   | 8                    | 3                    | СІ            | 1             | 1             | 38     | 17     |
| 2009-10           | «Рома»            | A                 | 34        | 14        | КІ                 | 4                  | 2                  | ЛЄ                   | 8                    | 3                    | -             | -             | -             | 46     | 19     |
| 2010-11           | «Рома»            | A                 | 28        | 10        | КІ                 | 4                  | 1                  | ЛЧ                   | 4                    | 0                    | СІ            | 1             | 0             | 37     | 11     |
| Усього за «Рому»  | Усього за «Рому»  | Усього за «Рому»  | 147       | 46        |                    | 18                 | 6                  |                      | 34                   | 11                   |               | 3             | 1             | 202    | 64     |
| 2011-12           | «Ювентус»         | A                 | 26        | 6         | КІ                 | 2                  | 1                  | -                    | -                    | -                    | -             | -             | -             | 28     | 7      |
| Усього за кар'єру | Усього за кар'єру | Усього за кар'єру | 293       | 90        |                    | 27                 | 10                 |                      | 34                   | 11                   |               | 3             | 1             | 357    | 112    |

### Статистика виступів за збірні
Станом на 15 листопада 2011 року.
| Дата       | Місто         | Господарі            | Результат | Гості                | Турнір            | Голи | Примітки |
| ---------- | ------------- | -------------------- | --------- | -------------------- | ----------------- | ---- | -------- |
| 04/06/2005 | Белград       | Сербія та Чорногорія | 0 – 0     | Бельгія              | Відбір до ЧС 2006 | -    |          |
| 08/06/2005 | Торонто       | Сербія та Чорногорія | 1 – 1     | Італія               | товариський матч  | -    |          |
| 01/03/2006 | Туніс (місто) | Туніс                | 0 – 1     | Сербія та Чорногорія | товариський матч  | -    |          |
| Усього     |               | Матчів               | 3         |                      | Голів             | 0    |          |

| Дата       | Місто     | Господарі          | Результат | Гості      | Турнір            | Голи | Примітки |
| ---------- | --------- | ------------------ | --------- | ---------- | ----------------- | ---- | -------- |
| 24/03/2007 | Подгориця | Чорногорія         | 2 – 1     | Угорщина   | товариський матч  | 1    |          |
| 22/08/2007 | Подгориця | Чорногорія         | 1 – 1     | Словенія   | товариський матч  | 1    |          |
| 12/09/2007 | Подгориця | Чорногорія         | 1 – 2     | Швеція     | товариський матч  | 1    |          |
| 17/10/2007 | Таллінн   | Естонія            | 0 – 1     | Чорногорія | товариський матч  | 1    |          |
| 27/05/2008 | Подгориця | Чорногорія         | 3 – 0     | Казахстан  | товариський матч  | -    |          |
| 31/05/2008 | Бухарест  | Румунія            | 4 – 0     | Чорногорія | товариський матч  | -    |          |
| 06/09/2008 | Подгориця | Чорногорія         | 2 – 2     | Болгарія   | Відбір до ЧС 2010 | 1    |          |
| 10/09/2008 | Подгориця | Чорногорія         | 1 – 1     | Кіпр       | Відбір до ЧС 2010 | 1    |          |
| 15/10/2008 | Лечче     | Італія             | 2 – 1     | Чорногорія | Відбір до ЧС 2010 | 1    |          |
| 05/09/2009 | Софія     | Болгарія           | 4 – 1     | Чорногорія | Відбір до ЧС 2010 | -    |          |
| 18/11/2009 | Подгориця | Чорногорія         | 1 – 0     | Білорусь   | товариський матч  | 1    |          |
| 03/03/2010 | Скоп'є    | Північна Македонія | 2 – 1     | Чорногорія | товариський матч  | -    |          |
| 29/05/2010 | Осло      | Норвегія           | 2 – 1     | Чорногорія | товариський матч  | 1    |          |
| 03/09/2010 | Подгориця | Чорногорія         | 1 – 0     | Уельс      | Відбір до ЧЄ 2012 | 1    |          |
| 07/09/2010 | Софія     | Болгарія           | 0 – 1     | Чорногорія | Відбір до ЧЄ 2012 | -    |          |
| 08/10/2010 | Подгориця | Чорногорія         | 1 – 0     | Швейцарія  | Відбір до ЧЄ 2012 | 1    |          |
| 04/06/2011 | Подгориця | Чорногорія         | 1 – 1     | Болгарія   | Відбір до ЧЄ 2012 | -    |          |
| 02/09/2011 | Кардіфф   | Уельс              | 2 – 1     | Чорногорія | Відбір до ЧЄ 2012 | -    |          |
| 07/10/2011 | Подгориця | Чорногорія         | 2 – 2     | Англія     | Відбір до ЧЄ 2012 | -    |          |
| 11/11/2011 | Прага     | Чехія              | 2 – 0     | Чорногорія | Відбір до ЧЄ 2012 | -    |          |
| 15/11/2011 | Подгориця | Чорногорія         | 0 – 1     | Чехія      | Відбір до ЧЄ 2012 | -    |          |
| Усього     |           | Матчів (4 місце)   | 28        |            | Голів (1 місце)   | 11   |          |

## Титули і досягнення

### Командні
- Чемпіон Італії (3):

«Ювентус»: 2011–12, 2012–13, 2013–14
- Володар Кубка Італії (2):

«Рома»: 2006-07, 2007-08
- Володар Суперкубка Італії з футболу (3):

«Рома»: 2007: «Ювентус»: 2012, 2013

### Особисті
- Футболіст року в Чорногорії: 2006, 2007, 2008, 2010, 2011